# 赵辉 (驸马)
赵辉（1398年—1478年），字孟暘，號存古道人，明朝驸马。赵和之子。

## 生平
系宋朝宗室之后。曾祖赵省，曾任元朝平章，贈太保。祖父赵应在明朝洪武初年以军功授陕西巩昌卫正千户。其父赵和在永乐初年授府軍後衛正千户，从征安南阵亡。赵辉七岁喪父，承袭父亲的职务。赖其母孫氏抚育成人。
永乐十一年（1413年），他以千户守金川门，二十多岁的时候，因为状貌伟丽，于是被明成祖选配明太祖最幼女宝庆公主。
赵辉前后事明成祖、明仁宗、明宣宗、明英宗、明代宗、明宪宗六朝，掌管南京都督和宗人府事，监修明長陵，督理南畿馬政近二十年。其家奢华，姬妾成群，达到百余人。享受富贵六十余年。
成化十四年（1478年）正月十五卒，享年八十一歲。

## 轶事
《菽园杂记》中说他“食女人阴津月水”。